# Magdlos
Magdlos ist ein Ortsteil der Gemeinde Flieden im Landkreis Fulda in Osthessen im Bundesland Hessen in der Bundesrepublik Deutschland. Zu Magdlos gehören die Weiler Federwisch, Langenau und Berishof.

## Geografie

### Geografische Lage
Magdlos liegt im Süden des Landkreises Fulda, auf dem Landrücken, dem verbindenden Höhenzug zwischen Rhön und Vogelsberg.
Der Ort ist von zwei Höhenrücken geprägt. Das Ortszentrum mit Kirche, Gaststätte, Dorfgemeinschaftshaus und Kindergarten befindet sich in einer Senke dazwischen.

### Geologie
Die Böden sind teils sandig. In einem angrenzenden Wald befindet sich ein Sandsteinbruch, der seit über einhundert Jahren genutzt wird. Rund um den Ort liegen mehrere Buchen-, Nadel- und Mischwälder. Eine zuständige Revierförsterei ist im Ort.

### Gewässer
Durch Magdlos fließt ein kleiner Bach, das Magdloser Wasser. Er entspringt beim Storker Hof und durchfließt in östlicher Richtung Magdlos und Döngesmühle, bis er sich in Flieden mit dem Kautzer Wasser zur Fliede vereinigt.

### Nachbargemeinden
Magdlos grenzt im Norden an den Ort Buchenrod, im Nordosten an den Ort Rommerz, im Südosten an den Ort Flieden, im Süden an den Ort Höf und Haid, im Westen an den Ort Stork und im Nordwesten an den Ort Hintersteinau.

## Geschichte
Die urkundliche Ersterwähnung von Magdlos wird für das Jahr 1386 angenommen. Demnach verpfändet Lotze Windolt zwei Güter des Ortes an die Herren von Lüder:

„Ich Lutze Windolt und seyne erben zubekennen offenlich an dieß brieve - als Wir mit Wißen Willen und virhengnis des Erwirdigen hern. - Hern Friderichs apten tzu Fulde - den vesten Egkude Otten und Hanns von Luter gebrudern und miterben - uff widerkouff virkoufft han tzwey gut tzue Machdolffs [...]“

Windolt gibt ebenda an, die Güter binnen sechs Jahren zurückkaufen zu wollen.

„[...] daß wir die egesehne gut vogtye und gulde mit ir tzuhorunge wider ledige und kouff wolln in dieß nechsten sechs jarn nechst nach eynander fulgende“

Im Jahr 1553 heißt der Ort „Machtlos“ und gehört zum fuldischen Amt Neuhof. Im Türkensteuerregister taucht er 1605 als „Mathles“ auf, und 31 Namen von steuerpflichtigen Einwohner werden genannt. Von 1646 bis 1651 werden in einem Zinsregister 42 Güter verzeichnet. 1656 heißt es „Machtloss et Federwisch hat 12 Hausgesessen“.
Für das Jahr 1712 nennt das Salbuch insgesamt 36 Höfe, davon 14 Hütten. 1789 wird der Ort unter der heutigen Schreibweise geführt und hat 22 Bauern und 23 Hüttner. Im Jahr 1972 wurde die Gemeinde Magdlos im Zuge der hessischen Gebietsreform aufgelöst und die Orte wurden nach Flieden eingegliedert. 2002 standen im Ort und den Ortsteilen 209 Häuser auf 736 Hektar.
Ernst Förstemann führt im Jahr 1863 die Entstehung des Ortsnamens als Beispiel für eine genetivische Ellipse an. Wie in einigen anderen Orten in Osthessen sei der Ortsname Magdlos aus der Genitivform, hier (des) Mahtolfes entstanden.
Ignaz Schwarz, Medizinalrat in Fulda, befasste sich in Gedichtsform mit der Entstehung des Ortsnamens. Er veröffentlichte 1850 eine Geschichte, in der er einen tyrannischen Bauern beschrieb, der sich in seine Magd verliebte. Als er ihr die Liebe gesteht, sie ihm aber eine Absage erteilt, fesselt er sie:

„[...] Und wütend rang das Kind er nieder;
in Fesseln schlug er seine Glieder.
So Lieschen manchen Tag, manch' Nacht
in Thränen hatte zugebracht,
da unversehens tritt heran
der Amtsmann zu dem harten Mann:
„Magd los!“ – herrscht er ihn strenge an,
„Magd los! – du thörichter Tyrann!“
[...]
Der Ort, wo dieses Statt einst fand,
wird M a g d l o s heute noch genannt.“

Am 1. April 1972 wurde Magdlos in die Gemeinde Flieden eingegliedert.

### Flurnamen
Theodor Haas erläuterte 1931 einige Magdloser Flurnamen:
- Zerbich (Zerbach): abgeschliffen von Zirkbach: Bezeichnung eines Bachs, der die Grenze eines Bezirks markiert.
- Ammenberg: früherer Wohnort der Hebamme
- Pfannäcker: aus Farnäcker entstanden, Felder mit großem Bewuchs von Farnen
- Leidenfurth: Wiese am Fuß eines Abhangs (Liede)
- Krämershansenfeld: benannt nach früheren Besitzern (Hannes Krämer), ebenso Schneiderhansenwiese, Mausehege
- Am Artzwald: frühere Suchstätte nach Erz
- Schaflager: früher Platz zum Waschen und Scheren von Schafen
- In der Seife (Seuffich): feurchtes und sumpfiges Gebiet

## Einwohnerentwicklung
| Jahr | Einwohner |
| 1834 | 428       |
| 1864 | 539       |
| 1895 | 479       |
| 1925 | 603       |
| 1939 | 593       |
| 1946 | 760       |
| 1961 | 677       |
| 1967 | 665       |
| 1970 | 678       |
| 2006 | 720       |
| 2009 | 767       |
| 2015 | 732       |
| 2021 | 739       |

## Religionen
Im Jahr 2002 gehörten etwa 78 % der katholischen Konfession an, etwa zehn Prozent waren evangelisch. Ebenso viele gehörten einer anderen oder keiner Religion an. Der Ort besitzt eine neugotische katholische Kirche, die 1899/1900 errichtet wurde und St. Josef geweiht ist. 2005 fand eine Sanierung des Glockenturms statt. Vor der Kirche befindet sich ein Dorfbrunnen. Zudem zieren mehrere Bildstöcke den Ort. Jedes Jahr wird am letzten Oktoberwochenende Kirmes gefeiert.

## Politik

### Ortsbeirat
Im Ortsbeirat sind die CDU und SPD vertreten. Bei den Kommunalwahlen 2011 erlangte die CDU die Mehrheit der Stimmen und verfügt so über die Mehrheit im Ortsbeirat. Ortsvorsteherin ist Marianne Kreß (CDU).

## Infrastruktur
Bedingt durch die Hanglage war der Ort in der Vergangenheit weniger von der Landwirtschaft geprägt als umliegende Dörfer. Im Jahr 2002 existierten noch zwei Vollerwerbs- und sieben Nebenerwerbslandwirte. Der größte Teil der Arbeitnehmer arbeitet heute außerhalb des Ortes. Bis 1982 bot eine Schuhfabrik etwa 120 Menschen Arbeit. 2002 waren 44 Gewerbebetriebe angemeldet. Der Großteil davon sind handwerkliche Betriebe.

## Persönlichkeiten
- Edgar Gärtner (* 1949), Journalist, Autor und Strategieberater
- Fridolin Heurich (1878–1960), Politiker der Zentrumspartei und der CDU
- Konrad Trageser (1884–1942), katholischer Priester, wirkte in Magdlos. Heute ist eine Straße nach ihm benannt.